# جون ستيفن ريفيرا
جون ستيفن ريفيرا (بالإسبانية: Steven Rivera)‏ هو لاعب كرة قدم كولومبي، ولد في 23 فبراير 1992 في كالي في كولومبيا. لعب مع أمريكا دي كالي.

## وصلات خارجية
- جون ستيفن ريفيرا على موقع قاعدة بيانات كرة القدم.إي يو (الإنجليزية)
- جون ستيفن ريفيرا على موقع Soccerway.com (الإنجليزية)
- جون ستيفن ريفيرا على موقع عالم كرة القدم.نت (الإنجليزية)